# 宋争辉
宋争辉（1966年3月—），男，汉族，河南淇县人，中国教育学家，教授，高等教育学博士生导师。曾任信阳师范学院校长、党委书记，郑州大学党委书记，河南省教育厅厅长、党组书记。现任河南省人民政府副省长、党组成员。

## 生平
1991年毕业于河南师范大学物理系理论物理专业，后于河南教育学院任职。2006年以来历任南阳师范学院副校长、党委副书记，河南省旅游局副局长、党组成员，信阳师范学院校长、党委书记（2016年12月）。
2020年6月，任郑州大学党委书记。2021年9月，转任河南省教育厅厅长、党组书记。2022年6月，升任河南省人民政府副省长、党组成员。
2025年1月，因在河南大学明伦校区大礼堂火灾中失职失责，宋争辉被中央纪委予以誡勉。